# لسوسیبیرسک
شهر لسوسیبیرسک (به روسی: Лесосибирск) در کشور روسیه و در کرای کراسنویارسک واقع شده‌است.